# گرهارت ارتل
گرهارت ارتل (به آلمانی: Gerhard Ertl) (متولد ۱۰ اکتبر ۱۹۳۶ در اشتوتگارت) یک فیزیک‌دان آلمانی است.
وی در سال ۲۰۰۷ برنده جایزه نوبل شیمی شد.